# She Shan (kulle i Kina, Zhejiang)
She Shan (kinesiska: 蛇山) är en kulle i Kina. Den ligger i provinsen Zhejiang, i den östra delen av landet, omkring 250 kilometer söder om provinshuvudstaden Hangzhou. Toppen på She Shan är 29 meter över havet.
Runt She Shan är det mycket tätbefolkat, med 2 614 invånare per kvadratkilometer. Närmaste större samhälle är Oubei, 1,1 km väster om She Shan. Runt She Shan är det i huvudsak tätbebyggt.
Genomsnittlig årsnederbörd är 2 185 millimeter. Den regnigaste månaden är juni, med i genomsnitt 294 mm nederbörd, och den torraste är januari, med 75 mm nederbörd.